# Bordères-et-Lamensans
Bordères-et-Lamensans ist eine französische Gemeinde mit 372 Einwohnern (Stand 1. Januar 2022) im Département Landes in der Region Nouvelle-Aquitaine (vor 2016: Aquitanien). Die Gemeinde gehört zum Arrondissement Mont-de-Marsan und zum Kanton Adour Armagnac.
Der Name Bordères lautet in der gascognischen Sprache Bordèras. Er ist eine Ableitung des Wortes Bòrda (deutsch Bauernhof).
Die Einwohner werden Bordériens und Bordériennes genannt.

## Geographie
Bordères-et-Lamensans liegt ca. 20 km südöstlich von Mont-de-Marsan im Landstrich Pays de Marsan der historischen Provinz Gascogne am südöstlichen Rand des Départements.
Umgeben wird Bordères-et-Lamensans von den Nachbargemeinden:
|                        | Castandet                                   |                     |
| Grenade-sur-l’Adour    | Kompassrose, die auf Nachbargemeinden zeigt | Cazères-sur-l’Adour |
| Larrivière-Saint-Savin | Renung                                      |                     |

Bordères-et-Lamensans liegt im Einzugsgebiet des Flusses Adour an dessen rechtem Ufer. Der Gioulé und der Ruisseau de Laguibaou, zwei rechte Nebenflüsse des Adour, münden in diesen auf dem Gebiet der Gemeinde.

## Geschichte

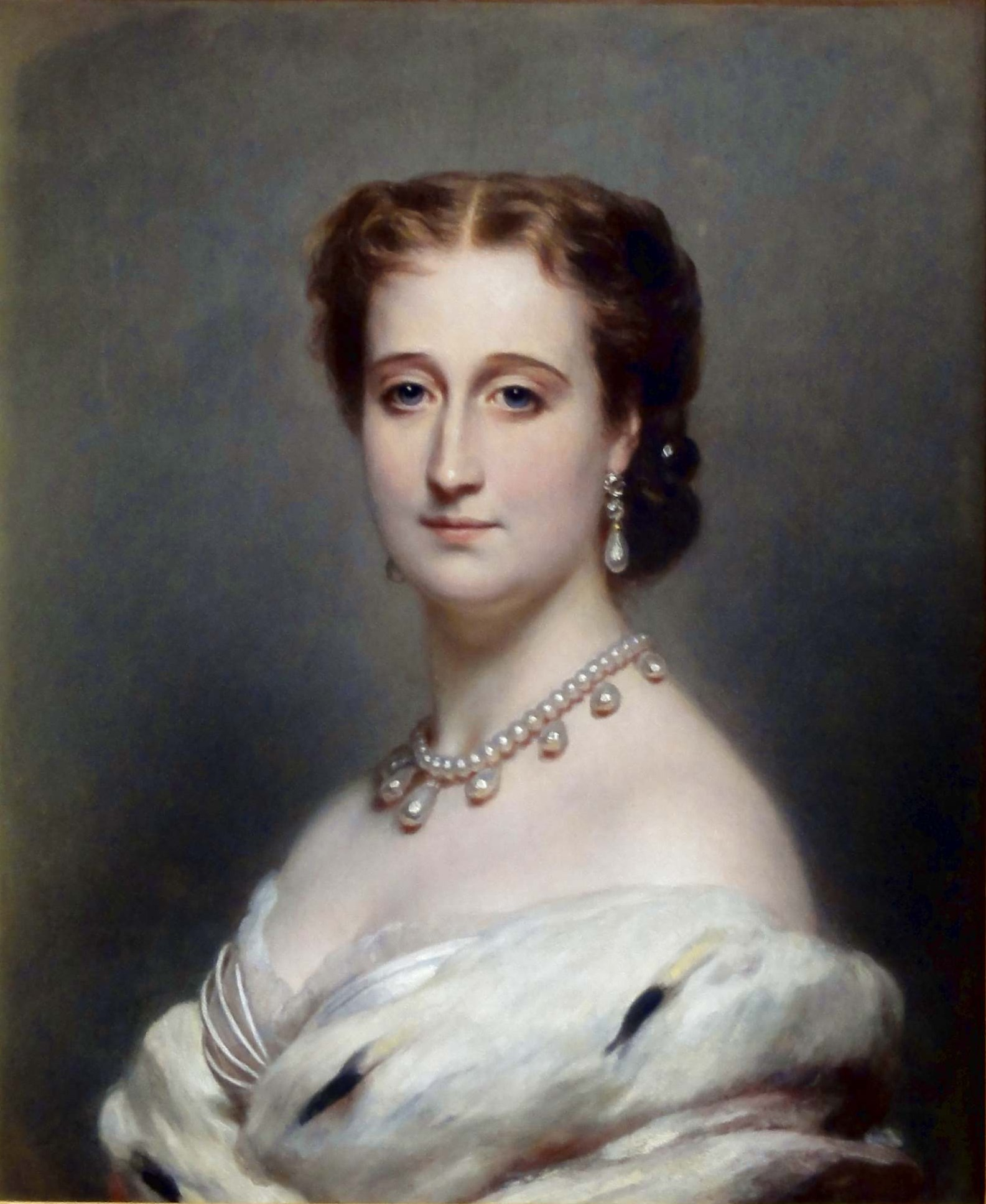
Kaiserin Eugénie

Speerspitzen und Sporne belegen die Existenz eines Lagers in gallorömischer Zeit. Aber die herausragende Stellung des Ausgrabungsgebiets erlangte es durch den Fund eines Münzschatzes aus dem vierten Jahrhundert n. Chr. und von Schmuck. Die verbriefte Geschichte der beiden Pfarrgemeinden Bordères und Lamensans erfolgte 1141 mit der erstmaligen Erwähnung eines Landguts des Grundherrn. 1821 wurde eine Fusion der beiden ehemaligen Gemeinden vollzogen. Die Gemeinde erlangte noch einmal landesweites Aufsehen, als Kaiserin Eugénie de Montijo die Pfarrkirche in den Jahren 1867 und 1868 errichten ließ.

### Einwohnerentwicklung
Die Einwohnerzahl zeigte in der Mitte des 19. Jahrhunderts Höchststände von rund 610. In der Folgezeit sank die Größe der Gemeinde bei kurzen Erholungsphasen bis zu den 1980er Jahren auf rund 290 Einwohner, bevor eine moderate Wachstumsphase einsetzte, die bis heute andauert.
| Jahr      | 1962 | 1968 | 1975 | 1982 | 1990 | 1999 | 2006 | 2010 | 2022 |
| --------- | ---- | ---- | ---- | ---- | ---- | ---- | ---- | ---- | ---- |
| Einwohner | 356  | 351  | 313  | 291  | 331  | 344  | 342  | 349  | 372  |

## Sehenswürdigkeiten
- Pfarrkirche, geweiht dem heiligen Sigismund. Nachdem der Vorgängerbau durch ein Hochwasser des Adour zerstört worden war, ließ die französische Kaiserin diese Kirche in den Jahren 1867 bis 1868 errichten. Eine Tafel an der Wand der Apsis erinnert an diese Spende.[8]

- Kapelle von Lamensans. Sie wurde im 12. Jahrhundert ursprünglich als Kapelle von den Grundherrn von Lamensans auf einer Anhöhe über dem Tal des Adour errichtet. Im Laufe der Jahrhunderte wurde sie mehrfach umgestaltet. Im 17. Jahrhundert wurde sie gänzlich neu gebaut mit zwei kleinen Fenstern, die den Innenraum ausleuchten. Eine erste Erweiterung fand auf der Westseite statt, als ein erster Glockengiebel gebaut wurde, von dem der Eingang fortbesteht. Die letzte Vergrößerung fand im 19. Jahrhundert statt, als die südliche Seite verbreitert wurde, das Gebäude im Ganzen erhöht und der Dachreiter neu ausgerichtet wurde. Bemerkenswert sind im Inneren der Kapelle eine Litre funéraire aus dem 17. Jahrhundert, eine Wandmalerei aus dem 18. Jahrhundert, ein gemaltes Wappen des Grundherrn von Castandet und ein Gemälde mit dem Schutzpatron der Kapelle, dem heiligen Martin, der zusammen mit Maria am Fuße des Kreuzes steht.[9][10]

- Schloss Marrast. In der zweiten Hälfte des 19. Jahrhunderts gehörte es Adolphe Marrast, einem reichen Händler und Bürgermeister von Mont-de-Marsan. Nach seinem Tod vermachte er es dem Neffen seiner Frau und berühmten Pianisten Francis Planté. Die Zimmer des Anwesens, wie auch das Hauptschlafzimmer, zeigen eine Gestaltung, die an die ursprüngliche herankommt. Die Außenanlagen, wie der Park und sein Springbrunnen oder eine Tafel, die an eine deportierte Widerstandskämpferin erinnert, stellen ein interessantes Kulturerbe dar.[11]

## Wirtschaft und Infrastruktur
Das Unternehmen Bonduelle hat einen Standort zur Konservierung von Gemüse in Bordères-et-Lamensans. Ein ehrgeiziges Projekt der Errichtung einer Biogasanlage, die u. a. die Produktionsabfälle der Fabrik von Bonduelle verarbeiten sollte, wurde im Jahre 2017 aufgegeben.

### Bildung
Die Gemeinde verfügt über eine öffentliche Vorschule mit 42 Schülerinnen und Schülern im Schuljahr 2017/2018.

### Sport und Freizeit
- Ein Teil des Gemeindegebiets von Bordères-et-Lamensans liegt im Naturschutzgebiet Les saligues de l’Adour. Auf einer Fläche von 220 Hektar haben die Verlagerungen des Wasserlaufs des Adour eine Landschaft mit einzigartiger Flora und Fauna geschaffen.[15][16]

- Ein mittlerer Rundweg mit einer Länge von 8 km führt ohne Höhenunterschied von Lamensans durch das Gemeindegebiet und das angrenzender Nachbargemeinden.[17]

- Die Reitschule L’Accalmie in Bordères-et-Lamensans bietet Kurse und Ausritte speziell zum Westernreiten für Erwachsene und Kinder ab vier Jahren an. Die Einrichtung ist auch eine Zuchtstation für American Quarter Horses und eine Pferdepension.[18]

### Verkehr
Bordères-et-Lamensans ist erreichbar über die Routes départementales 55, 398 und 824, der ehemaligen Route nationale 124.